# Tinkoguélga
Tinkoguélga est une localité située dans le département de Gomponsom de la province du Passoré dans la région Nord au Burkina Faso.

## Géographie
Tinkoguélga se trouve à 2 km au sud de Gomponsom, le chef-lieu départemental, et à environ 10 km au nord-est du centre de la capitale provinciale Yako et de la route nationale 2 reliant le centre au nord du pays.

## Santé et éducation
Le centre de soins le plus proche de Tinkoguélga est le centre de santé et de promotion sociale (CSPS) de Gomponsom tandis que le centre médical avec antenne chirurgicale (CMA) de la province se trouve à Yako.
Le village possède une école primaire publique (de deux classes) tandis que les études secondaires doivent se faire au collège-lycée départemental à Gomponsom.